# Eirik Sivertsen

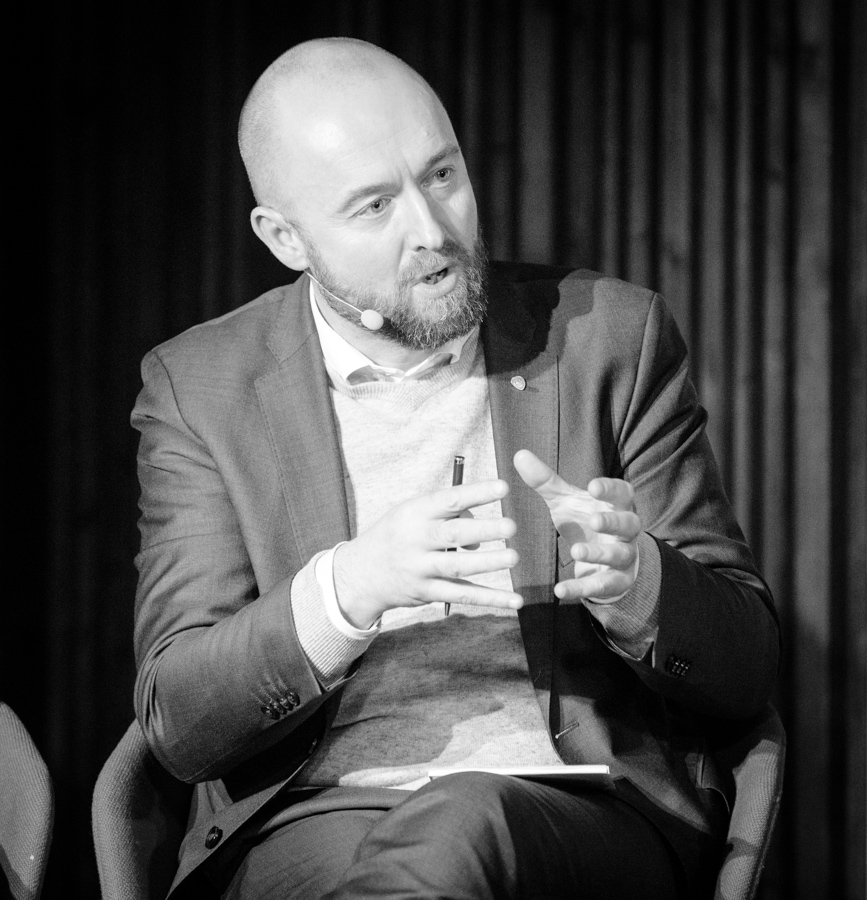
Eirik Sivertsen, 2018

Eirik Sivertsen (* 17. März 1971 in Trondheim) ist ein norwegischer Politiker der sozialdemokratischen Arbeiderpartiet (Ap). Von 2009 bis 2021 war er Abgeordneter im Storting.

## Leben
Sivertsen kam in Trondheim zur Welt und wuchs im Stadtteil Byåsen auf. Dort ging er auch zur Schule. Die weiterführende Schule brach er nach einem Jahr ab. Im Alter von 19 Jahren wurde er erstmals Vater und er begann in verschiedenen Jobs zu arbeiten. So arbeitete er unter anderem als Postbote. In der Zeit von 1990 bis 1992 arbeitete Sivertsen als Versicherungsassistent. Anschließend besuchte er bis 1995 erneut eine weiterführende Schule. In der Zeit von 1995 bis 1998 war er als Projektsekretär für die damalige Fylkeskommune Sør-Trøndelag tätig. Sivertsen oblag zwischen 1997 und 2003 außerdem die Zuständigkeit als Ombudsmann für die Schüler und Lehrlinge in der Fylkeskommune Nordland. Danach arbeitete er bis 2007 an der Hochschule Bodø. An der Hochschule studierte Sivertsen selbst unter anderem zwischen 2000 und 2001 Staatswissenschaften. Während dieser Zeit war er auch in der Lokalpolitik engagiert und saß von 2003 bis 2007 im Kommunalparlament von Bodø. In dieser Zeit wuchs Politik zu seinem Haupttätigkeitsfeld heran.

### Storting-Abgeordneter
Sivertsen zog bei der Parlamentswahl 2009 erstmals in das norwegische Nationalparlament Storting ein. Dort vertrat er den Wahlkreis Nordland und wurde zunächst Mitglied im Kommunal- und Verwaltungsausschuss, wo er auch nach der Wahl 2013 erneut Mitglied wurde. Im Juni 2015 wechselte er während der laufenden Legislaturperiode in den Transport- und Kommunikationsausschuss. Dort fungierte er als stellvertretender Vorsitzender. Im Anschluss an die Stortingswahl 2017 ging Sivertsen in den Außen- und Verteidigungsausschuss über. In diesem Ausschuss saß er bis Januar 2018. Er wurde danach erneut Mitglied im Kommunal- und Verwaltungsausschuss. Bis März 2020 war er dessen zweiter stellvertretender Vorsitzender. Von Januar 2018 bis März 2020 gehörte er dem Fraktionsvorstand der Arbeiderpartiet an.

### Rückzug nach parteiinternen Untersuchungen
Im März 2020 erklärte Sivertsen, bei der Wahl 2021 nicht mehr für einen Sitz im Storting kandidieren zu wollen. Grund dafür war, dass zu diesem Zeitpunkt eine parteiinterne Untersuchung gegen ihn lief. Die stellte schließlich fest, dass er gegen die Richtlinien bezüglich sexueller Belästigung verstieß. Die Partei bat Sivertsen daraufhin, von seinem Posten als Leiter der Arbeiderpartiet-Fraktion im Kommunal- und Verwaltungsausschuss zurückzutreten. Er bot zudem der Rücktritt von seinen weiteren Posten an. Im Herbst 2021 schied er aus dem Storting aus.